# Nada Walid
Nada Walid, född 21 januari 2000, är en egyptisk volleybollspelare (libero). Hon spelar för Al Ahly SC och Egyptens landslag.
Hon har spelat med landslaget både på junior- och seniornivå. Vid afrikanska mästerskapet 2023 utsågs hon till bästa libero.